# Lijst van bouwwerken van Eduard Cuypers
Dit is een (incomplete) lijst van bouwwerken van Eduard Cuypers.
| Nummer | Jaartal | Stad/locatie         | project                   | adres                    | Opmerkingen/bronnen | Afbeelding |  |
| ------ | ------- | -------------------- | ------------------------- | ------------------------ | --- | ---------- |  |
| 1      | 1882    | Amsterdam            | sociëteit                 | Marnixstraat 396-400     | Nu Nieuwe de la Mar-theater. |            |  |
| 2      | 1885    | Amsterdam            | melkfabriek               | Prinsengracht 739-741    | Rijksmonument. |            |  |
| 3      | 1885    | Amsterdam            | atelierwoning             | Oosterpark 82            | Atelier Willem Witsen e.a. |            |  |
| 4      | 1886    | Amsterdam            | concertzaal               | Marnixstraat 396-400     | Nu Lamar theater. |            |  |
| 5      | 1885    | Amsterdam            | woonhuizen                | Overtoom 249-253         | |            |  |
| 6      | 1887    | Amsterdam            | woonhuizen                | Amsteldijk 75-78         | |            |  |
| 7      | 1887    | Amsterdam            | atelier                   | Amsteldijk/Tolstraat     | Atelier Van den Bossche en Crevels. |            |  |
| 8      | 1889    | Amsterdam            | woonhuis                  | Sarphatistraat 5         | Gesloopt in 1972. |            |  |
| 9      | 1889    | Amsterdam            | woonhuis                  | Sarphatistraat 7         | |            |  |
| 10     | 1889    | Amsterdam            | woonhuis                  | Sarphatistraat 13        | |            |  |
| 11     | 1889    | Amsterdam            | woonhuis                  | Sarphatistraat 15        | Gesloopt in 1972. |            |  |
| 12     | 1890    | Amsterdam            | kantoor en werkplaats     | Looiersgracht 118-128    | |            |  |
| 13     | 1891    | Amsterdam            | woonhuis                  | Nicolaas Witsenkade 38   | |            |  |
| 14     | 1891    | Amsterdam            | woonhuis                  | Weteringschans 108       | |            |  |
| 15     | 1892    | Amsterdam            | Meubelmagazijn H.F.Jansen | Spui 10-10A              | Rijksmonument. |            |  |
| 16     | 1892    | Amsterdam            | Lucas Bols                | Rozengracht 95-107       | Het Huis 1902, p.12. |            |  |
| 17     | 1892    | Amsterdam            | Hotel Polen               | Rokin 14                 | Door brand verwoest 9 mei 1977. |            |  |
| 18     | 1892    | Amsterdam            | woning                    | Marnixstraat             | |            |  |
| 19     | 1894    | Amsterdam            | woning                    | Roemer Visscherstraat 44 | |            |  |
| 20     | 1894    | Sassenheim           | woning                    | Hoofdstraat 159          | Villa 'Casa Reale', Rijksmonument. |            |  |
| 21     | 1896    | Amsterdam            | bankgebouw                | Herengracht 592-603      | Amsterdamsche Bank. Gesloopt in 1966. |            |  |
| 22     | 1896    | Den Bosch            | stationsgebouw            | Stationsplein            | Het Huis Oud en Nieuw 1914 p.82. Door bombardement deels verwoest. Gesloopt in 1946 |            |  |
| 23     | 1897    | Amsterdam            | instituut                 | Prinsengracht 711-713    | Het Huis Oud en Nieuw 1908 p.32. Naam: Zanderinstituut: Gesloopt. |            |  |
| 24     | 1899    | Amsterdam            | woonhuis atelier          | Jan Luijkenstraat 2-2a   | Eigen woning met architectenbureau, atelier voor Decoratieve Kunst 'Het Huis' en toonkamers. Het Huis1903 p.104. Op dit moment in gebruik door 'Morren Galleries'                                                     |            |  |
| 25     | 1899    | Amsterdam            | woning                    | Jan Luijkenstraat 4      | Het Huis, 1903 p.104. |            |  |
| 26     | 1899    | Hilversum            | woning                    | Van Hengellaan 13        | |            |  |
| 27     | 1899    | Hilversum            | woning                    | Witte Kruislaan 6        | Villa Oswalt |            |  |
| 28     | 1900    | Noord Oost Nederland | stations                  |                          | Noord-Ooster Locaal Spoorwegmaatschappij o.a te Delfzijl, Veendam, Stadskanaal, Assen, Emmen, Coevorden, Hardenberg, Mariënberg, Ommen, Dalfsen, Vroomshoop, Vriezenveen, Almelo. Het Huis Oud en Nieuw 1914 p.24-31. |            |  |
| 29     | 1901    | Renkum               | tuberculose-sanatorium    | Oranje Nassauoord        | Sanatorium Oranje Nassau's Oord |            |  |
| 30     | 1902    | Amsterdam            | woning                    | Van Eeghenstraat 92      | Het Huis Oud & Nieuw 1903 p.32. |            |  |
| 31     | 1903    | Utrecht              | laboratorium              |                          | Van 't Hoff laboratorium. |            |  |
| 32     | 1903    | Amsterdam            | kantoor                   | Nieuwe Zijds Voorburgwal | Kantoor Algemeen Handelsblad Het Huis Oud & Nieuw 1904 p.120. |            |  |
| 33     | 1903    | Amsterdam            | bankgebouw                | Herengracht 592-603      | Amsterdamsche Bank fase 2. Gesloopt in 1966. |            |  |
| 34     | 1903    | Amsterdam            | bankgebouw                | Nieuwe Spiegelstraat     | Bank Lippmann Rosenthal. Het Huis Oud & Nieuw 1905 p.116.Het Nederlandsche en Ned. Indische Huis Oud & Nieuw 1928 p.23.                                                                                               |            |  |
| 35     | 1903    | Blaricum             | tuberculose-sanatorium    | Laarderstraatweg         | Sanatorium Hoog Laren. |            |  |
| 36     | 1903    | Amsterdam            | woning                    | Van Eeghenstraat 22      | |            |  |
| 37     | 1903    | Dordrecht            | woning                    | Stationsweg              | Villa Simpang voor J.A. Stoop. Verwoest bij bombardement op 28 januari 1945. Het Huis Oud & Nieuw 1904 p.1. |            |  |
| 38     | 1903    | Wiesbaden            | fabriek                   |                          | Filiaal Lucas Bols. Het Huis 1904 p.9.3 |            |  |
| 39     | 1903    | Keulen               | fabriek                   |                          | Filiaal Lucas Bols. Het Huis 1904 p.93. |            |  |
| 40     | 1904    | Amsterdam            | winkel                    | Kalverstraat 174         | Winkel voor Oudheden. Het Huis Oud & Nieuw 1905 p.51. |            |  |
| 41     | 1904    | Amsterdam            | atelier                   | Kerkstraat 310-314       | Atelier Ed. Cuypers.Het Huis Oud & Nieuw 1905 p.161. |            |  |
| 42     | 1904    | Noordwijk            | vijf villa's              |                          | Aan zee. |            |  |
| 43     | 1904    | Den Haag             | woning                    | Korte Vijverberg 4       | verbouwing en nieuwe gevel. Het Huis Oud & Nieuw 1905 p.106-111. |            |  |
| 44     | 1904    | Dordrecht            | bankgebouw                | Wijnstraat 329           | |            |  |
| 45     | 1904    | Noordwijkerhout      | Raadhuis                  |                          | Het Huis Oud & Nieuw 1905 p.115. gesloopt in 1930. |            |  |
| 46     | 1905    | Rotterdam            | fabriek                   | Hendrik de Keyzerstraat  | Meubelfabriek Eckhart. Het Huis Oud & Nieuw 1905 p.35. |            |  |
| 47     | 1905    | Baarn                | inrichting villa          |                          | Het Huis Oud & Nieuw 1905 p.117. |            |  |
| 48     | 1905    | Den Haag             | school                    | Beeklaan                 | Heilig Hartschool Het Huis Oud & Nieuw 1906 p.181, 307. |            |  |
| 49     | 1905    | Renkum               | woning                    |                          | Woning bij sanatorium. Het Huis Oud & Nieuw 1905 p.213. |            |  |
| 50     | 1905    | Noordwijk            | zomerhuis                 |                          | Villa Duynoywe. Het Huis Oud & Nieuw 1905 p.215, Het Huis Oud & Nieuw 1906 p.243. |            |  |
| 51     | 1905    | Overveen             | woning                    |                          | Huize Duinzicht. Het Huis Oud & Nieuw 1905 p.303. |            |  |
| 52     | 1905    | Utrecht              | woning                    | Maliebaan/Baanstraat     | Het Huis Oud & Nieuw 1905 p.283.Het Huis Oud & Nieuw 1906 p.17,117,140. |            |  |
| 53     | 1905    | Princenhage          | buitenhuis                |                          | Verbouwing en uitbreiding. Het Huis Oud & Nieuw 1905 p.320. |            |  |
| 54     | 1905    | Amsterdam            | atelier                   | Prinsengracht 1021       | Atelier Therese Schwartz. Het Huis Oud & Nieuw 1905 p.273. |            |  |
| 55     | 1905    | Den Haag             | woning                    | Korte Vijverberg         | Woonhuis Jochems. Het Huis Oud & Nieuw 1905 p.107.Het Huis Oud & Nieuw 1906 p.48, 86. |            |  |
| 56     | 1906    | Amsterdam            | woning                    | Honthorststraat 20       | Het Huis Oud & Nieuw 1905 p.11. Vanaf 2016 in gebruik als 'Moco Museum Banksy' |            |  |
| 57     | 1906    | Noordwijk            | woning                    |                          | Villa aan zee. Het Huis Oud & Nieuw 1906 p 145. |            |  |
| 58     | 1906    | Aerdenhout           | woning                    | Bentveldsduinweg         | Villa De Hoeve. Het Huis Oud & Nieuw 1907 p.62. |            |  |
| 59     | 1906    | Hamburg              | woning                    |                          | Het Huis Oud & Nieuw p.189 |            |  |
| 60     | 1906    | Bovenkarspel         | kerk                      | Hoofdstraat 205          | St. Martinuskerk verbouwing Het Huis Oud & Nieuw 1907 p.97. |            |  |
| 61     | 1907    | Druten               | instelling                | Ambtshuisstraat 4        | Landgoed Boldershof.Het Huis Oud & Nieuw 1907 p. 319. |            |  |
| 62     | 1907    | Woensel              | kasteel                   | Nuenenseweg 1            | Kasteel Eckhart uitbreiding en verbouwing.Het Huis Oud & Nieuw 1907 p.283,346. |            |  |
| 63     | 1907    | Den Bosch            | woning                    |                          | Villa. Het Huis Oud & Nieuw 1907 p.279. |            |  |
| 64     | 1907    | Dordrecht            | woning                    |                          | Het Huis Oud & Nieuw 1907 p.351. |            |  |
| 65     | 1907    | Woensel              | woning                    | Nuenenseweg 1            | Chauffeurswoning, garage. Het Huis Oud & Nieuw 1907 p.315) |            |  |
| 66     | 1907    | Noordwijk            | woningen                  | aan zee                  | Het Huis Oud & Nieuw 1907 p 153, Het Huis Oud & Nieuw 1908 p.27. |            |  |
| 67     | 1908    | Venlo                | retraitehuis              | Leutherweg 107           | Retraitehuis der Jezuiëten. gesloopt |            |  |
| 68     | 1908    | Bussum               | Villa                     | Amersfoortseweg          | Villa gebr. Switzar. Het Huis Oud & Nieuw 1908 p.385. |            |  |
| 69     | 1908    | Dordrecht            | sociëteit                 | Wijnstraat               | Sociëteit Amicitia. Het Huis Oud & Nieuw 1908 p.189.Het Nederlandsche en Ned. Indische Huis Oud & Nieuw 1928 p.14. |            |  |
| 70     | 1908    | Zandvoort            | resort                    | Kostverlorenstraatweg    | Vakantiekolonie 'Benno-Heim'. Het Huis Oud & Nieuw 1909 p.95. Het Huis Oud & Nieuw 1910 p.386. |            |  |
| 71     | 1908    | Roermond             | woning                    | Venloseweg / Boulevard   | Het Huis Oud & Nieuw 1908 p.354. |            |  |
| 72     | 1908    | Zandvoort            | woning                    | Strandboulevard          | Het Huis Oud & Nieuw 1909 p.119. |            |  |
| 73     | 1909    | Rotterdam            | woning                    | Walenburgerweg           | Het Huis Oud & Nieuw 1907 p.165 / 1909 p.145. |            |  |
| 74     | 1909    | Vilsteren            | landhuis                  | Vilsterse Allee 6        | Het Nederlandsche en Ned. Indische Huis Oud & Nieuw 1928 p.8. |            |  |
| 75     | 1909    | Dordrecht            | woning                    | Albert Cuypsingel        | Opdrachtgever L.C. van Oldenborgh.Het Nederlandsche en Ned. Indische Huis Oud & Nieuw 1928 p.13 |            |  |
| 76     | 1910    | Amsterdam            | bankgebouw                | Sarphatistraat           | Bijkantoor Amsterdamsche Bank. |            |  |
| 77     | 1911    | Groesbeek            | tuberculose-sanatorium    |                          | Sanatorium Dekkerswald. Het Huis Oud & Nieuw 1911 p.94,325,355,390. |            |  |
| 78     | 1911    | Weesperkarspel       | woning                    | Merwedekanaal            | Directeurswoning superfosfaatfabriek.Het Huis Oud & Nieuw 1911 p.123. |            |  |
| 79     | 1911    | Baarn                | landhuis                  | Hilversumsestraatweg     | Landhuis 'Hooge Vuursche'. Het Huis Oud & Nieuw 1910 p.256 / Het Huis Oud & Nieuw 1911 p.229,261. |            |  |
| 80     | 1911    | Baarn                | villa                     | Wilhelminapark           | Villa 'Rozenhage'. Het Huis Oud & Nieuw 1911 p.159.Het Huis Oud & Nieuw 1913 p.87. |            |  |
| 81     | 1911    | Dordrecht            | school                    | Oranjelaan               | Middelbare Technische School. Het Huis Oud & Nieuw1912 p.31 /Het Huis Oud & Nieuw 1913 p.87. |            |  |
| 82     | 1912    | Amsterdam            | instituut                 | Hobbemastraat 22-24      | Veiligheidsinstituut. Het Huis Oud & Nieuw 1908 p.32. |            |  |
| 83     | 1912    | Vught                | retraitehuis              | Loyolalaan               | Retraitehuis 'Loyola. Het Huis Oud & Nieuw 1912 p.305 / Het Huis Oud & Nieuw 1914 p.62. Gesloopt in 1979. |            |  |
| 84     | 1913    | Amsterdam            | woning                    | Herengracht 476          | |            |  |
| 85     | 1914    | Ukkel (B)            | woningen                  | Avenue Molière           | Het Huis Oud & Nieuw 1914 p.154. |            |  |
| 86     | 1914    | Den Haag             | woning                    | Alexander Gogelweg 4     | Villa Simpang. Het Huis Oud & Nieuw 1914 p.257. |            |  |
| 87     | 1915    | Den Haag             | woning                    | Alexander Gogelweg 12    | Villa Grijpsheert. Het Huis Oud & Nieuw 1916 p.6. |            |  |
| 88     | 1915    | Dordrecht            | ziekenhuis                | Bankastraat              | Ziekenverpleging. Het Huis Oud & Nieuw 1915 p.5 |            |  |
| 89     | 1916    | Bloemendaal          | woning                    | Hoge Duin- en Daalseweg  | Landhuis 'Die Clinghe' voor Mr G. Vissering. Het Huis Oud & Nieuw 1917/1918 4.Het Nederlandsche en Ned. Indische Huis Oud & Nieuw 1928 p.18.                                                                          |            |  |
| 90     | 1918    | Dordrecht            | winkel                    | Voorstraat 235           | Van Andels Tabak, uit Het Stadswoonhuis in Nederland 1924 p.87 |            |  |
| 91     | 1918    | Leiden               | kantoor                   | Lange Gracht             | Firma Clos & Leembruggen. Het Huis Oud & Nieuw 1917/1918 5. |            |  |
| 92     | 1918    | Dordrecht            | kantoor                   | Voorbeeld                | Levensverzekeringsmaatschappij Dordrecht. Het Huis Oud & Nieuw 1916 p.1 Het Huis Oud & Nieuw 1917/1918 p.3. |            |  |
| 93     | 1919    | Zwolle               | kantoor                   | Koestraat                | Verbouwing filiaal Nederlandsche Bank. |            |  |
| 94     | 1920    | Blaricum             | woning                    | Witzand 1                | Villa 't Witzand. Afgebrand op 16 juli 1943. |            |  |
| 95     | 1920    | Maastricht           | kantoor                   | Vrijthof 17-18           | Verbouwing filiaal Nederlandsche Bank |            |  |
| 96     | 1921    | Dordrecht            | ziekenhuis                | Bankastraat              | Gemeentelijk ziekenhuis. Gesloopt |            |  |
| 98     | 1922    | Den Haag             | ziekenhuis                | Sportlaan                | Roode Kruis Ziekenhuis. Gesloopt.Het Nederlandsche en Ned. Indische Huis Oud & Nieuw 1928 p.33. |            |  |
| 99     | 1922    | Bloemendaal          | zwembad                   | Adriaan Stoopplein 10    | Overdekte Bad- en zweminrichting 'Stoopsbad'. Het Nederlandsche en Ned. Indische Huis Oud & Nieuw 1928 p.22. |            |  |
| 100    | 1922    | Amsterdam            | kantoor                   | Oude Turfmarkt           | Verbouwing Nederlandsche Bank |            |  |
| 101    | 1923    | Heerlen              | ziekenhuis                | Putgraaf                 | St- Jozeph-ziekenhuis. Gesloopt. Het Nederlandsche en Ned. Indische Huis Oud & Nieuw 1928 p.32, 119-128. |            |  |
| 102    | 1923    | Tilburg              | kerk                      | Korvelplein 182          | St Anthonius van Padua. Het Nederlandsche en Ned. Indische Huis Oud & Nieuw 1928 p.39. |            |  |
| 104    | 1924    | Nijmegen             | school                    | Dennenstraat 135         | St. Dominicuscollege te Neerbosch. Was Rijksmonument. Door brand verwoest in 1992. Het Nederlandsche en Ned. Indische Huis Oud & Nieuw 19. 1930 p.104-120.                                                            |            |  |
| 105    | 1925    | Bloemendaal          | school                    | Adriaan Stoopplein 7     | Kennemerlyceum |            |  |
| 106    | 1925    | Spaubeek             | retraitehuis              | Moorheide 1              | Retraitehuis St. Ignatius. Deels verwoest door bombardement in 1942. Het Nederlandsche en Ned. Indische Huis Oud & Nieuw 1928 p.27.                                                                                   |            |  |
| 107    | 1925    | Oss                  | kerk                      | Berghemseweg 4.          | Gerardus Majellakerk en pastorie.Het Nederlandsche en Ned. Indische Huis Oud & Nieuw 1928 p.41. |            |  |
| 108    | 1926    | Nijmegen             | ziekenhuis                | St Annastraat            | Canisius-ziekenhuis St Annastraat. Gesloopt in 1992. Het Nederlandsche en Ned. Indische Huis Oud & Nieuw 18.1929 p.118, 141                                                                                           |            |  |
| 110    | 1927    | Tilburg              | ziekenhuis                | Jan van Beverwijckstraat | St. Elizabeth's Gasthuis. Het Nederlandsche en Ned. Indische Huis Oud & Nieuw 17.1928 p.36. |            |  |